# Fourná
Fourná är en ort i Grekland.   Den ligger i prefekturen Nomós Evrytanías och regionen Grekiska fastlandet, i den centrala delen av landet, 200 km nordväst om huvudstaden Aten. Fourná ligger 842 meter över havet och antalet invånare är 734.
Terrängen runt Fourná är kuperad. Runt Fourná är det glesbefolkat, med 9 invånare per kvadratkilometer. Närmaste större samhälle är Karpenísi, 17,8 km sydväst om Fourná. I omgivningarna runt Fourná växer i huvudsak blandskog.